# Åstrup Sogn (Faaborg-Midtfyn Kommune)
 Denne artikel omhandler Åstrup Sogn på Fyn. Opslagsordet har også en anden betydning, se Åstrup Sogn.
Åstrup Sogn er et sogn i Fåborg Provsti (Fyens Stift).
I 1800-tallet var Åstrup Sogn anneks til Vester Åby Sogn. Begge sogne hørte til Sallinge Herred i Svendborg Amt. Vester Åby-Åstrup sognekommune blev senere delt, så hvert sogn dannede sin egen sognekommune. Ved kommunalreformen i 1970 blev både Vester Åby og Åstrup indlemmet i Faaborg Kommune, der ved strukturreformen i 2007 indgik i Faaborg-Midtfyn Kommune.
I Åstrup Sogn ligger Åstrup Kirke.
I sognet findes følgende autoriserede stednavne:
- Balkensbjerg (areal)
- Bogentved (bebyggelse)
- Bremerhage (areal)
- Dybskrog (bebyggelse)
- Enemærket (areal)
- Eskemose (bebyggelse)
- Eskemosegyden (bebyggelse)
- Kidholm (areal)
- Lerhuse (bebyggelse)
- Lille Svelmø (areal, ejerlav)
- Nab (bebyggelse)
- Nakkebølle (ejerlav, landbrugsejendom)
- Store Svelmø (areal, ejerlav)
- Svelmø Trille (areal)
- Åstrup (bebyggelse, ejerlav)

Aastrup Folkemindesamling arbejder med at fortælle historier fra sognet samt at arrangere arrangementer og udflugter..